# 巴特米爾克 (堪薩斯州)
巴特米爾克（英語：Buttermilk）為位在美國堪薩斯州科曼奇縣的非建制地區。截至2014年，該地區由1間農舍及其附屬建築、1間教堂以及3棟住宅所構成。該地區通常不會出現在任一路線圖中。
該地區附近之遺址「Big Gyp Cave Pictograph遺址」有列入在美國的國家史蹟名錄中。

## 外部連結
- Comanche County USD 300, local school district